# Råån
Der Råån, auch als Kvistoftaån bezeichnet, ist ein Fluss im südschwedischen Schonen. Er mündet im Helsingborger Stadtteil Råå in den Öresund, die Meerenge zwischen Schweden und Dänemark.
Der Råån entspringt auf einer Höhe von 70 m ö.h. und hat eine Länge von 30 km. Er entwässert eine Fläche von etwa 200 km². Auf einem Großteil seiner Länge fließt der Fluss durch das 100–150 Meter breite Vallåkratal (Vallåkradalen), das 20–30 m tief in die Landschaft eingeschnitten ist.